# 雕版

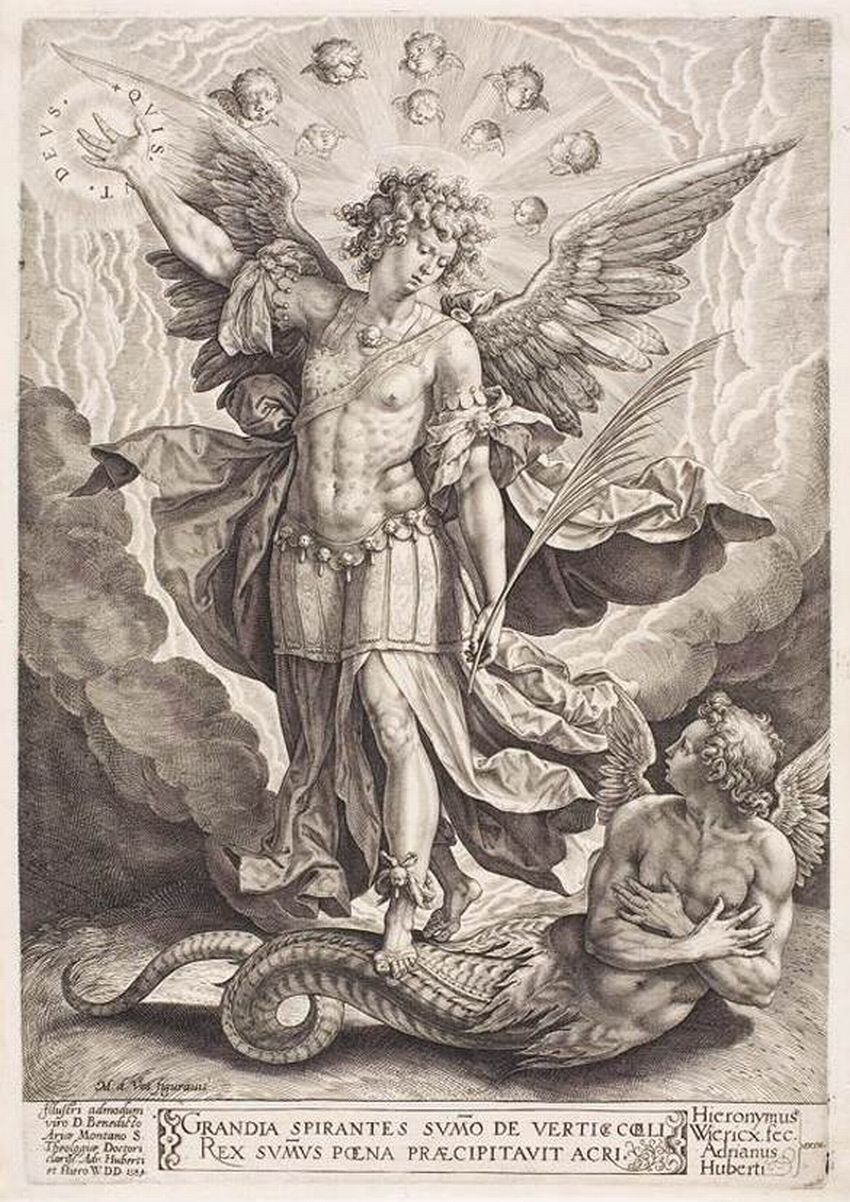
希羅尼穆斯·維里克斯雕版作品《聖米迦勒屠龍》

雕版（英語：Engraving）指的是通过刻出一道道凹痕，将设计雕刻到一张硬板上的过程，通常被雕刻的板材是扁平的。雕刻出来的东西可用作凹版印刷，本身也可以用来作艺术品装饰。